# Willi Münch-Khe
Willi Münch-Khe (* 19. Januar 1885 in Karlsruhe als Heinrich Eduard Wilhelm Münch; † 29. Dezember 1960 ebenda) war ein deutscher Maler, Grafiker, Porzellan- und Keramik-Modelleur sowie Kunstgewerbler. Seinen Namen änderte er später: Um Verwechslungen mit dem Kunstmaler Willi Münch-München zu vermeiden und seine Heimatstadt Karlsruhe ehrend fügte er den Zusatz Khe zu.

## Leben
Münch, Sohn eines Postbeamten, machte eine Ausbildung zum Glasmaler und absolvierte ein Studium in Karlsruhe an der dortigen Akademie. Ab 1908 arbeitete er als Zeichenlehrer an der Kunstgewerbeschule daselbst. Im Jahr 1909 wurde er Meisterschüler bei Hans Thoma. Im selben Jahr fertigte er erste Keramik-Entwürfe für die Karlsruher Majolika-Manufaktur. Die Zusammenarbeit endete 1915.
In den Jahren zwischen 1914 und 1924 war Münch-Khe zudem für die Königliche Porzellan-Manufaktur Meißen tätig. Ab 1929 lebte er in Leipzig, ab 1934 in Berlin.
In den 1930er Jahren arbeitete Münch-Khe außerdem als freier Mitarbeiter für die Firma Rosenthal, für die er ein Porzellanservice sowie Tierfiguren entwarf. Ab 1939 betrieb er eine eigene Werkstatt im Hegau am Bodensee. Münch-Khe veröffentlichte 1942 in Potsdam einen 64-seitigen, bebilderten Tatsachenbericht Kapitän Romer bezwingt den Atlantik über Kapitän Franz Romer, der als erster Mensch 1928 in einem Klepper-Faltboot den Atlantik überquert hatte.
In der Nachkriegszeit lebte Willi Münch-Khe von 1949 bis 1953 in Argentinien. Ab 1953 schuf er wiederum Entwürfe für die Meißener Porzellanmanufaktur, zudem auch für Villeroy und Boch und Hutschenreuther.
Willi Münch-Khe starb im Morgengrauen des 29. Dezember 1960 an den Folgen eines Herzinfarkts.

## Gesamtwerk (nach eigenen Angaben)
- Hunderte Handzeichnungen und Entwürfe
- Ölgemälde aus drei Epochen
- 370 teils lebensgroße Bildnisse
- 350 Kaltnadelradierungen
- 250 Porzellane
- 040 Tierbronzen
- 012 Bronzebüsten